# Anzeiger Oberaargau
Der Anzeiger Oberaargau ist ein amtliches Publikationsorgan im Kanton Bern, das die Region Oberaargau abdeckt. Die Zeitung erscheint wöchentlich donnerstags und wird in allen Haushalten und Betrieben der Region kostenlos verteilt.

## Geschichte und Herausgeber
Der Anzeiger Oberaargau wurde 1871 gegründet und ist heute im Besitz der Anzeiger Oberaargau AG, einer Aktiengesellschaft mit Sitz in Langenthal. Die Gesellschaft wurde am 7. Dezember 1999 im Handelsregister eingetragen und ist im Bereich des Verlagswesens tätig.
Im Jahr 2018 fusionierten die Anzeiger Langenthal und Umgebung und der Anzeiger Oberaargau West zur Anzeiger Oberaargau, um die Effizienz und Reichweite des Publikationsorgans zu erhöhen.

## Erscheinungshäufigkeit und Verbreitung
Der Anzeiger Oberaargau erscheint jeden Donnerstag und erreicht wöchentlich etwa 49'150 Haushalte und Betriebe in der Region. Das Verbreitungsgebiet umfasst die Gemeinden Langenthal, Herzogenbuchsee, Huttwil, Niederbipp sowie angrenzende Gebiete in den Kantonen Luzern und Solothurn.

## Inhalt und Funktion
Als amtliches Publikationsorgan enthält der Anzeiger Oberaargau vor allem amtliche Mitteilungen der Gemeinden, wie beispielsweise Einladungen zu Gemeindeversammlungen, Budgetbeschlüsse oder öffentliche Ausschreibungen. Neben diesen offiziellen Bekanntmachungen bietet die Zeitung auch redaktionelle Beiträge zu lokalen Ereignissen, kulturellen Veranstaltungen, Vereinsaktivitäten und anderen Themen von regionalem Interesse.

## Weblink
- Website des Anzeigers Oberaargau